# Hans-Walter Müller
Pour les articles homonymes, voir Hans Müller et Müller.
Hans-Walter Müller né à Worms en 1935, est un ingénieur et architecte allemand.

## Biographie
Hans-Walter Müller est prestidigitateur à 14 ans et en garde une approche très personnelle du travail artistique et architectural. Diplômé de l’Université technique de Darmstadt en 1961 comme architecte et ingénieur. Hans-Walter Müller poursuit ses études à Paris et engage sa recherche architecturale avec les matériaux de son temps : la lumière artificielle, l’image projetée, la matière plastique, les moteurs électriques, au service de « l’architecture du mouvement » (1965). Lauréat de la Biennale de Paris de 1965. Lauréat du pavillon allemand à l’exposition internationale de Montréal en 1967.
Il appartient au mouvement d'Art cinétique et est le créateur des « Gonflables », constructions à structure de plastique et mises en tension par l'air sous pression. Hans-Walter Müller habite dans une maison gonflable depuis 1971.
Il est enseignant invité et conférencier à l'École Nationale Supérieure d'Architecture de Versailles -ENSAV-
Il a collaboré avec des artistes comme  Jean Dubuffet, Salvador Dalí ou Maurice Béjart.

## Réalisations
- Il expose pour la première fois en 1963 avec sa « Machine cinétique ».
- Une église gonflable de 32 kg pour 200 personnes[2] à Montigny-lès-Cormeilles en 1969.
- Atelier de Dubuffet en 1971.
- Structure tendue : scène centrale de la Fête de l'Humanité, Paris. 1975.
- 35 structures pour sans-abris distribuées une nuit de février 1975.
- Décors pour la Comédie-Française, les Opéras de Paris, de Munich et de Florence.
- Décors pour les ballets de Maurice Béjart[3], Karin Waehner, Peter Goss. 1980.
- Salle molle de Salvador Dalí, Centre Georges-Pompidou, Paris. Volume au Trocadéro pour le Ministère de l’Urbanisme. 1982.
- Structure tridimensionnelle et volume lentille d’air, Airbus, le Bourget. 1985.
- Une structure gonflable pour un Teatro d'Aria (Théâtre d'Air) pour la troupe Chille de la balanza (it). 1986.
- Un théâtre gonflable pour les jeux olympiques de Barcelone.1992.
- Structure gonflable de 900 m2, place du Trocadéro à Paris « Le Printemps en hiver ».1997.Le Teatro d'Aria (Théâtre d'Air) à Pontassieve (Fl, Italie) en 1986

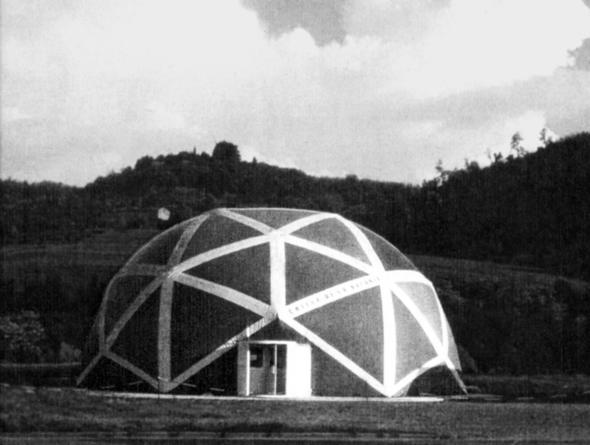
Le Teatro d'Aria (Théâtre d'Air) à Pontassieve (Fl, Italie) en 1986

- En 2002, il est invité à concevoir et à réaliser pour le Centre international d'art et du paysage de Vassivière des modules gonflables itinérants.
- Présentation de ces trois modules lors de la triennale d’art contemporain La Force de L’art au Grand Palais à Paris.2006.
- Action hors les murs - École des Lys, Périgueux, 23 novembre 2007.
- Volume gonflable transformable à São Paulo. 2010[4]
- Klangstruktur mit Resonanzkugel (Structure sonore avec sphère de résonance). 2019.

## Citations
« L’homme est éphémère.
Sa vie est éphémère,
ce qu’il fait doit-il durer ?
L’architecture est le lien de sa vie,
L’architecture doit mourir avec son utilisateur… »
On pourrait dire : « bon marché ».
On pourrait dire : « abriter ».
On pourrait dire : « facile à installer »
On pense au provisoire : juste pour servir…
bêtement.
Pour l’industrie…
Pour le stockage.
Pour les municipalités (les salles des fêtes).
En couverture de piscines.
En couverture de tennis.
La même forme.
On la connaît maintenant cette forme, ce
demi-boudin.
Elles sont extraordinaires ces constructions
magiques, ces « gonflables », une architecture
portée par l’air.